# Dedicated
Dedicated is een single van Paul Carrack.

## Achtergrond
Het is afkomstig van zijn album Groove approved, dat in New York werd opgenomen. Het was de vijfde single van dat album en waarschijnlijk alleen voor de Nederlandse markt bestemd. De single werd in Nederland geperst en de B-kant werd gevuld met een liveversie van Dedicated, opgenomen tijdens een concert dat Carrack gaf in Countdown Cafe van Veronica. Muziekproducent van die B-kant was Alfred Lagarde, destijds een van de presentatoren van dat radioprogramma.

## Musici
- Paul Carrack – zang, toetsinstrumenten
- T-Bone Wolk - basgitaar. harmonium, ritmegitaar, tamboerijn
- Mickey Curry – slagwerk
- Robbie McIntosh – gitaar
- Ed Roynesdale – programmeerwerk
- Bob Clearmountain - mix

## Hitnotering
De single verscheen nergens in de hitparade, behalve in Nederland. Hier was het een relatief grote hit voor Carrack; de meeste van zijn singles bleven onder in de Single Top 100 hangen.

### Nederlandse Top 40
| Positie: | 31 | 28 | 32 | uit |

### NederlandseSingle Top 100
| Positie: | 90 | 70 | 48 | 32 | 24 | 20 | 28 | 52 | 84 | uit |

### NPO Radio 2 Top 2000
| Nummer met noteringen in de NPO Radio 2 Top 2000 | '09  | '10  |
| ------------------------------------------------ | ---- | ---- |
| Dedicated                                        | 1833 | 1923 |

1. ↑  Een vetgedrukt getal geeft de hoogste notering aan.
2. ↑  2009 was het eerste jaar met een notering voor dit nummer.
3. ↑  Deze tabel is bijgewerkt tot en met de laatste editie (2024).